# Golden League (håndbold)
Golden League er en firenationers håndboldturnering arrangeret af Dansk Håndbold, Norges Håndballforbund og Nederlands Handbal Verbond og finder sted hvert andet år/sæson. De tre forbunds landshold er altid repræsenteret, mens et fjerde land bliver inviteret. Man spiller en sæson med i alt tre runder, som finder sted i hver af de tre værtslande. Kvinderne og mændene spiller parallelt med hinanden hver sæson og afløser hinanden hver sæson. Turneringen fungerer udelukkende som trænings- og forberedelsesturnering. Det norske værtskabs runde bliver arrangeret i forbindelse med Intersport Cup (tidligere Møbelringen Cup).
Den første udgave af kvindernes turnering var i 2012, mens mændene var i 2013.
I november 2021 blev det meddelt at det franske håndboldforbund havde valgt at trække sig fra Golden League-samarbejdet. Dansk Håndbold og Norges Håndballforbund havde dog stadig intentioner om at fortsætte turneringen og indgik i juni 2022 et partnerskab med Hollands håndboldforbund.

## Kvinder
| Sæson   | Runde | Værtsby(er)                 |                                     | Resultater                          | Resultater                          | Resultater                          | Resultater |
| Sæson   | Runde | Værtsby(er)                 | Vindere                             | Andenplads                          | Tredjeplads                         | Fjerdeplads                         |            |
| ------- | ----- | --------------------------- | ----------------------------------- | ----------------------------------- | ----------------------------------- | ----------------------------------- | ---------- |
| 2012/13 | I     | Aarhus                      | Danmark                             | Rusland                             | Frankrig                            | Norge                               |            |
| 2012/13 | II    | Bergen                      | Frankrig                            | Danmark                             | Norge                               | Sverige                             |            |
| 2012/13 | III   | Nantes                      | Norge                               | Rusland                             | Danmark                             | Frankrig                            |            |
| 2014/15 | I     | Holstebro, Esbjerg, Aarhus  | Danmark                             | Norge                               | Frankrig                            | Brasilien                           |            |
| 2014/15 | II    | Larvik, Oslo                | Danmark                             | Norge                               | Frankrig                            | Serbien                             |            |
| 2014/15 | III   | Dijon, Besançon             | Frankrig                            | Norge                               | Danmark                             | Polen                               |            |
| 2016/17 | I     | Haderslev, Esbjerg, Horsens | Norge                               | Frankrig                            | Danmark                             | Rusland                             |            |
| 2016/17 | II    | Stavanger                   | Norge                               | Danmark                             | Rusland                             | Frankrig                            |            |
| 2016/17 | III   | Le Mans, Orléans            | Norge                               | Frankrig                            | Rusland                             | Danmark                             |            |
| 2018/19 | I     | Viborg, Aarhus, Horsens     | Norge                               | Polen                               | Danmark                             | Frankrig                            |            |
| 2018/19 | II    | Oslo                        | Norge                               | Frankrig                            | Danmark                             | Ungarn                              |            |
| 2018/19 | III   | Clermont-Ferrand, Boulazac  | Norge                               | Danmark                             | Frankrig                            | Rumænien                            |            |
| 2020/21 | I     | Horsens, Randers, Viborg    | Norge                               | Frankrig                            | Danmark                             | Montenegro                          |            |
| 2020/21 | II    | Bergen                      | Aflyst grundet Coronaviruspandemien | Aflyst grundet Coronaviruspandemien | Aflyst grundet Coronaviruspandemien | Aflyst grundet Coronaviruspandemien |            |
| 2020/21 | III   | Créteil                     | Aflyst grundet Coronaviruspandemien | Aflyst grundet Coronaviruspandemien | Aflyst grundet Coronaviruspandemien | Aflyst grundet Coronaviruspandemien |            |
| 2022/23 | I     | Aarhus, Randers, Ikast      | Norge                               | Holland                             | Danmark                             | Schweiz                             |            |
| 2022/23 | II    | Stavanger                   | Holland                             | Norge                               | Danmark                             | Brasilien                           |            |
| 2022/23 | III   | Eindhoven                   | Norge                               | Holland                             | Danmark                             | Tjekkiet                            |            |
| 2024/25 | I     | Larvik                      |                                     |                                     |                                     |                                     |            |

## Medaljeoversigt

### Kvinder
| Sæson   | Runde | Værtsby(er)              |                                      | Resultater                           | Resultater                           | Resultater                           | Resultater |
| Sæson   | Runde | Værtsby(er)              | Vindere                              | Andenplads                           | Tredjeplads                          | Fjerdeplads                          |            |
| ------- | ----- | ------------------------ | ------------------------------------ | ------------------------------------ | ------------------------------------ | ------------------------------------ | ---------- |
| 2013/14 | I     | Bærum                    | Danmark                              | Frankrig                             | Kroatien                             | Norge                                |            |
| 2013/14 | II    | Paris, Le Mans           | Danmark                              | Frankrig                             | Qatar                                | Norge                                |            |
| 2013/14 | III   | Horsens, Aalborg, Aarhus | Frankrig                             | Norge                                | Danmark                              | Slovenien                            |            |
| 2015/16 | I     | Oslo                     | Danmark                              | Island                               | Norge                                | Frankrig                             |            |
| 2015/16 | II    | Rouen, Paris             | Frankrig                             | Danmark                              | Norge                                | Qatar                                |            |
| 2015/16 | III   | Aarhus                   | Aflyst.                              | Aflyst.                              | Aflyst.                              | Aflyst.                              |            |
| 2017/18 | I     | Brøndby, Aarhus, Herning | Danmark                              | Norge                                | Frankrig                             | Polen                                |            |
| 2017/18 | II    | Rouen, Paris             | Danmark                              | Frankrig                             | Norge                                | Egypten                              |            |
| 2017/18 | III   | Straume                  | Frankrig                             | Danmark                              | Norge                                | Island                               |            |
| 2019/20 | I     | Aarhus, Aalborg          | Frankrig                             | Spanien                              | Danmark                              | Norge                                |            |
| 2019/20 | II    | Metz, Paris              | Frankrig                             | Danmark                              | Norge                                | Serbien                              |            |
| 2019/20 | III   | Valdres                  | Aflyst grundet Coronaviruspandemien. | Aflyst grundet Coronaviruspandemien. | Aflyst grundet Coronaviruspandemien. | Aflyst grundet Coronaviruspandemien. |            |
| 2021/22 | I     | Trondheim                | Danmark                              | Frankrig                             | Norge                                | Holland                              |            |
| 2021/22 | II    | Frankrig                 | Aflyst grundet Coronaviruspandemien. | Aflyst grundet Coronaviruspandemien. | Aflyst grundet Coronaviruspandemien. | Aflyst grundet Coronaviruspandemien. |            |
| 2021/22 | III   | Aalborg Herning          | Frankrig                             | Danmark                              | Spanien                              | Norge                                |            |
| 2023/24 | I     | Bergen                   | Danmark                              | Spanien                              | Holland                              | Norge                                |            |
| 2023/24 | II    | København Odense         | Danmark                              | Egypten                              | Norge                                | Holland                              |            |

| Rank              | Nation            | Guld | Sølv | Bronze | Total |
| ----------------- | ----------------- | ---- | ---- | ------ | ----- |
| 1                 | Norge             | 10   | 3    | 1      | 14    |
| 2                 | Danmark           | 3    | 2    | 8      | 13    |
| 3                 | Frankrig          | 2    | 4    | 4      | 10    |
| 4                 | Holland           | 1    | 2    | 0      | 3     |
| 5                 | Rusland           | 0    | 2    | 2      | 4     |
| 6                 | Polen             | 0    | 1    | 0      | 1     |
| Total (6 nations) | Total (6 nations) | 16   | 14   | 15     | 45    |

### Mænd
| Rank              | Nation            | Guld | Sølv | Bronze | Total |
| ----------------- | ----------------- | ---- | ---- | ------ | ----- |
| 1                 | Danmark           | 8    | 4    | 2      | 14    |
| 2                 | Frankrig          | 6    | 4    | 1      | 11    |
| 3                 | Norge             | 0    | 2    | 7      | 9     |
| 4                 | Spanien           | 0    | 2    | 1      | 3     |
| 5                 | Island            | 0    | 1    | 0      | 1     |
| 6                 | Kroatien          | 0    | 0    | 1      | 1     |
| 6                 | Qatar             | 0    | 0    | 1      | 1     |
| 6                 | Holland           | 0    | 0    | 1      | 1     |
| Total (8 nations) | Total (8 nations) | 14   | 13   | 14     | 41    |